# Anagrus elegans
Anagrus elegans är en stekelart som beskrevs av Chiappini 2002. Anagrus elegans ingår i släktet Anagrus och familjen dvärgsteklar.
Artens utbredningsområde är:
- Sri Lanka.
- Thailand.

Inga underarter finns listade i Catalogue of Life.